# Ton Ripoll i Molera
Ton Ripoll i Molera (Santpedor, Bages, Catalunya, 27 de maig del 1998) és un futbolista català que juga al CE Sabadell com a davanter o lateral.
El darrer any formatiu com a juvenil el va jugar a A Madroa competint a la Divisió d'Honor juvenil, on va marcar fins a 10 gols tot i no arribar a guanyar-se la titularitat de forma clara.

## Carrera esportiva

### FC Vilafranca
La primera oportunitat de jugar amb un equip sènior va arribar-li de la mà del FC Vilafranca de Tercera Divisió, equip que l'havia estat seguint durant el seu darrer any de juvenil a Vigo i que el va incorporar de cara a la temporada 2017/18.
No va ser fins a la vuitena que va poder debutar com a professional amb l'equip penedesenc en un partit davant l'Ascó, entrant al terreny de joc al minut 67.
Dues jornades després va guanyar-se l'oportunitat d'esdevenir titular per primer cop en un partit disputat al Narcís Sala davant el Sant Andreu.

### CE L'Hospitalet
El creixement esportiu progressiu que va tenir durant el seu any a Vilafranca del Penedès juntament amb la seva joventut i projecció de futur van ser factors determinants per cridar l'atenció d'un dels equips grans de la categoria. L'estiu de 2018 el CE L'Hospitalet es feia amb els serveis del prometedor davanter santpedorenc.
El mateix Ton reconeixia a la roda de premsa de presentació que hi havia d'altres jugadors de la plantilla els quals teòricament estaven per davant seu, tot afegint que aprofitaria totes les segones parts on ell pogués participar així com tots els minuts finals que li poguessin donar. Unes reflexions que potser no deixaven entreveure la importància cabdal que acabaria tenint el jugador aquella temporada.
Així doncs a la temporada 2018/19 el Ton va debutar com a titular just en el primer partit oficial de l'entitat hospitalenca davant el Terrassa FC. El primer gol amb l'Hospi no va fer-se esperar, a la següent jornada de lliga en un partit davant el Llagostera va aconseguir transformar la seva primera diana. La temporada va ser excel·lent pel Ton que acabaria disputant 36 dels 40 partits de lliga, 31 dels quals com a titular, i faria un total de 9 gols. Va ser un dels jugadors destacats de l'equip en la façana ofensiva i va disputar per primer cop un play-off d'ascens a Segona B, tot i que malauradament l'Hospitalet no va poder assolir l'ascens.